# 大南山街道
大南山街道，是中华人民共和国广东省揭阳市普宁市下辖的一个街道办事处。
2013年2月26日，广东省民政厅批复同意撤销大南山镇，设立大南山街道办事处，总面积93.4平方公里。街道办事处驻普宁市大南山路5号（原大南山镇政府驻地）。

## 行政区划
大南山街道下辖以下地区：
大南山社区、新村、枧头寮村、什石洋村、和美村、圆山村、灰寨村、新宁村、益岭村、白马村、茅坪村、山后池村、陂沟村、新六村、华岭村、下湳村、田坪村、锡坑村和樟树坪村。